# Роберто Роселини
Роберто Роселини (итал. Roberto Rossellini; Рим, 8. мај 1906 — Рим, 3. јун 1977) је био филмски режисер, сценариста и продуцент, један од главних представника италијанског неореализма.

## Филмографија

### Режисер
- (1936)
- (1937)
- (1938)
- (1939)
- (1939)
- (1940)
- (1942)
- (1942)
- (1943)
- Рим, отворени град (Roma città aperta, 1945)
- (1946)
- Паиса (Paisà, 1946)
- Љубав (L'Amore, сегменти: Il Miracolo и Una voce umana, 1948)
- Немачка, године нулте (Germania anno zero, 1948)
- (1949)
- Стромболи, Божја земља (Stromboli terra di Dio, 1950)
- Св. Фрања, Божји лакрдијаш (Francesco, giullare di Dio, 1950)
- (1952)
- (сегмент: Envie, L'Envy, 1952)
- (1952)
- (1952)
- (сегмент: Ingrid Bergman, 1953)
- (сегмент: Napoli 1943, 1954)
- (1954)
- Пут у Италију (Viaggio in Italia, 1954)
- Страх (La Paura, 1954)
- (1954)
- Индија (India: Matri Bhumi, 1959)
- Генерал Дела Ровере (Il generale Della Rovere, 1959)
- Била је ноћ у Риму (Era Notte a Roma, 1960)
- Живела Италија! (Viva l'Italia!, 1961)
- Ванина Ванини (Vanina Vanini, 1961)
- Поглед са моста (Uno sguardo dal ponte, 1961)
- (1962)
- Бенито Мусолини (Benito Mussolini, 1962)
- (сегмент: Illibatezza, 1963)
- (1963)
- (1970)
- (1971)
- (1971)
- Свети Августин из Ипоне (Agostino d'Ippona, 1972)
- (1974)
- (1974)
- (1974)
- Месија (Il messia, 1976)
- (1977)